# Airaines
Airaines ist eine französische Gemeinde mit 2227 Einwohnern (Stand 1. Januar 2022) im Département Somme in der Region Hauts-de-France.

## Geschichte
Airaines liegt an der römischen Straße zwischen Samarobriva und Augusta Suessionum. Auf dem Gemeindegebiet wurden römische Funde gemacht und eine römische Villa über Luftbildarchäologie lokalisiert. Im 14. Jahrhundert wurde ein Kluniazenserkloster gegründet. Aufgrund von Streitigkeiten gab es zwei Burgen, von denen eine im 17. Jahrhundert nach mehreren Zerstörungen restauriert wurde. Im Mittelalter war Airaines eine freie Gemeinde, dann fiel sie unter Lehnsherrschaft bis zur Revolution.

## Wirtschaft
Auf dem Gemeindegebiet gelten kontrollierte Herkunftsbezeichnungen (AOC) für Lammfleisch (Prés-salés de la baie de Somme). Die Lämmer weiden auf Salzwiesen an der Somme-Bucht.

## Partnergemeinde
- Kriftel in Hessen, Deutschland

## Persönlichkeiten
- Henri Fissot (1843–1896), Pianist, Organist und Komponist

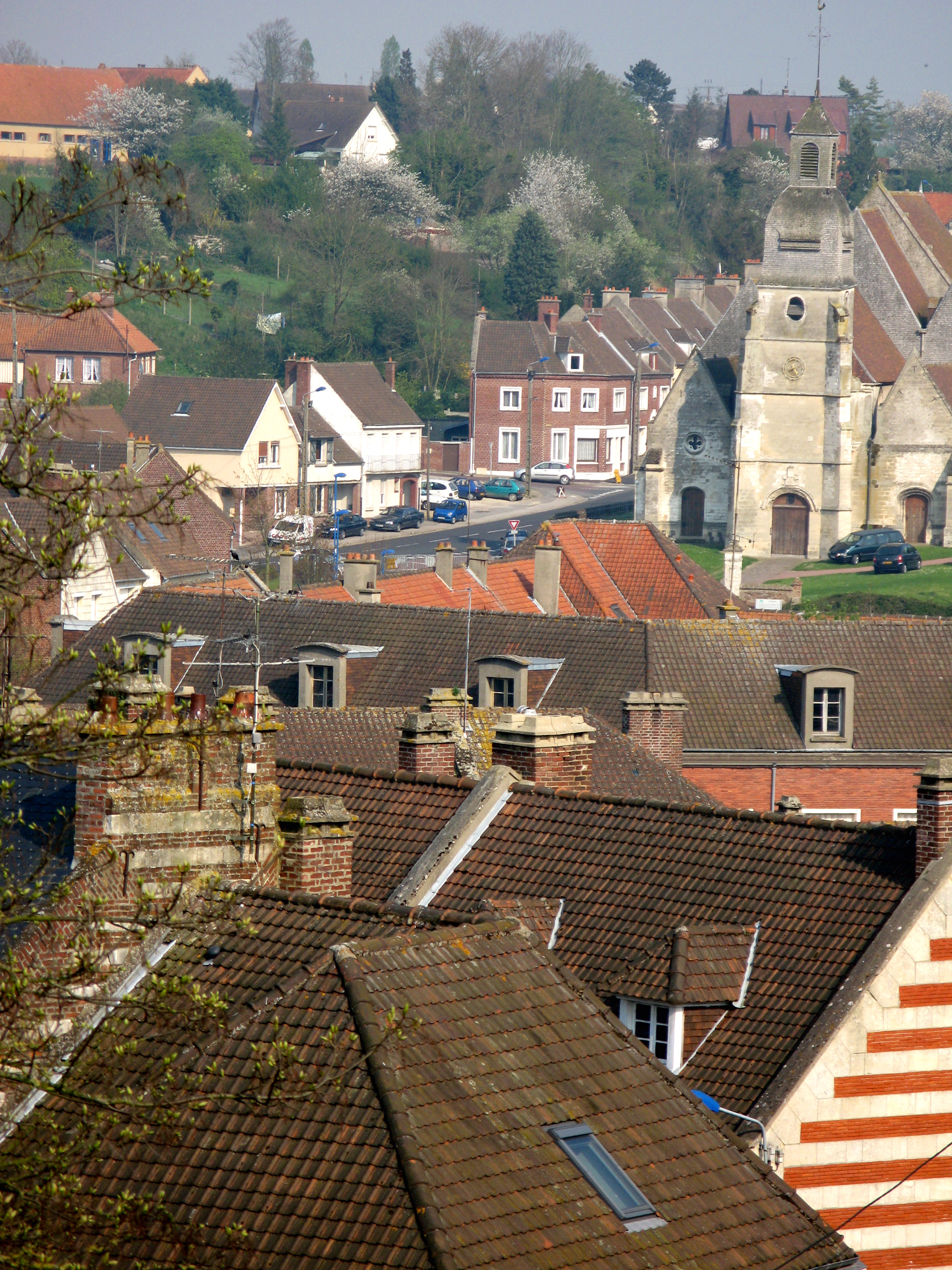
Kirche St. Denis
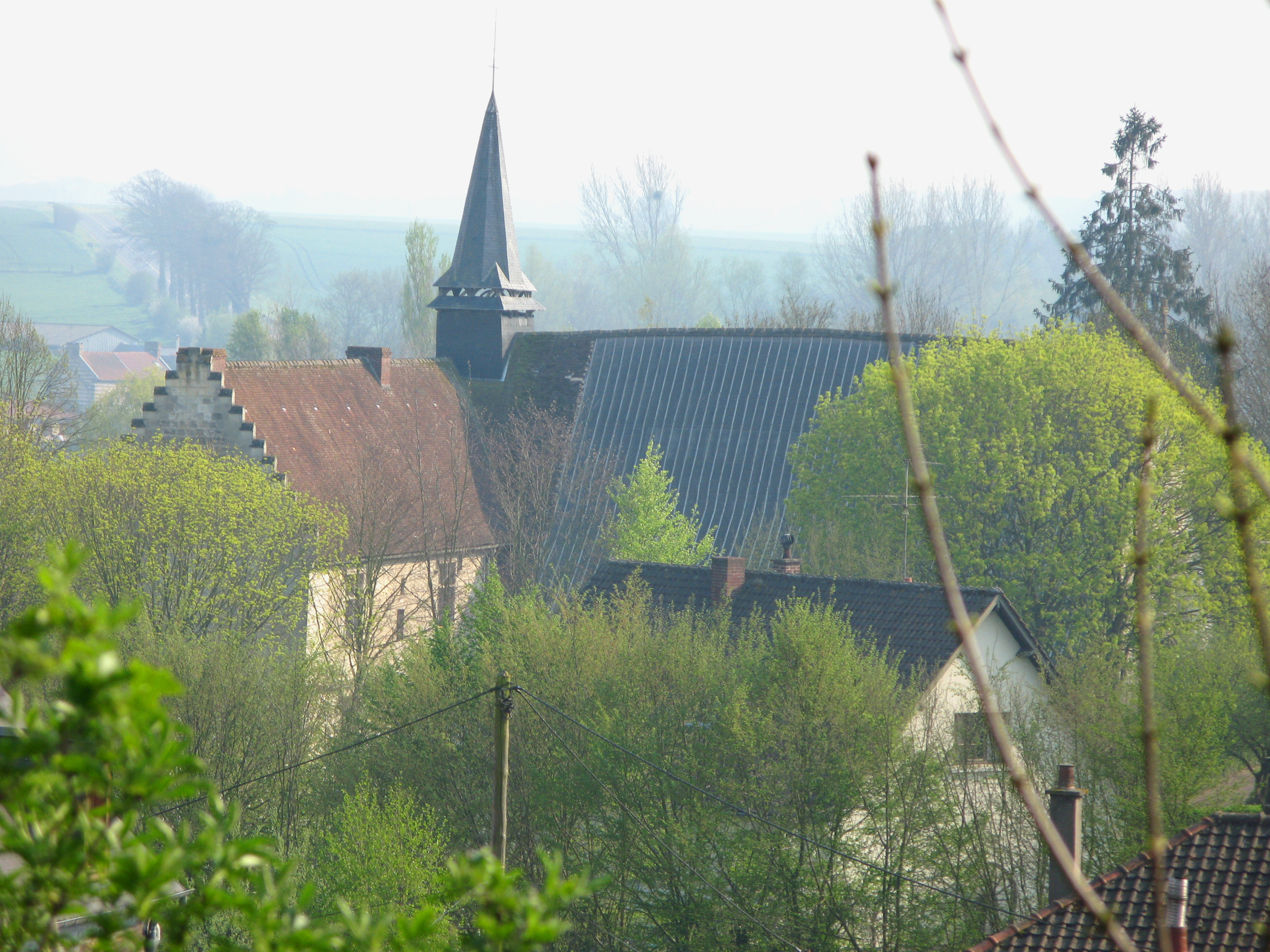
Priorat
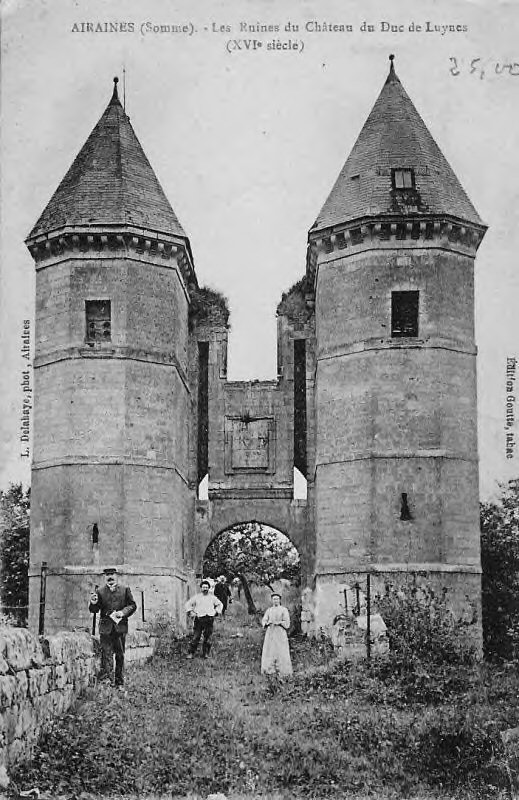
Turm der Burg der Herzöge von Luynes vor 1914